# Rollston
Die Rollston Company war ein US-amerikanischer Hersteller von Automobilkarosserien. Das in New York City ansässige Unternehmen fertigte in der Zeit zwischen den Weltkriegen exklusive Aufbauten für Chassis nordamerikanischer und europäischer Oberklassehersteller. Die engste Geschäftsbeziehung bestand zu Packard.

## Unternehmensgeschichte

### Gründer

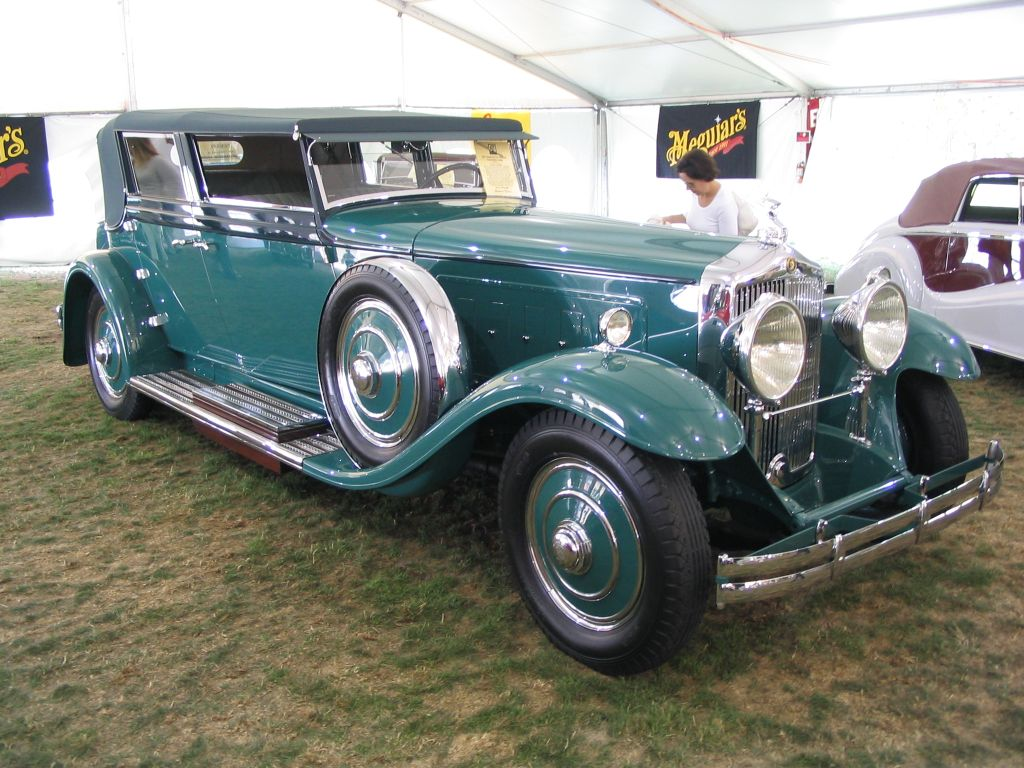
Minerva 8 mit Rollston-Aufbau

Die Rollston Company wurde 1921 von Harry Lonschein, Sam Blotkin und Julius Veghso gegründet. Lonschein und Veghso hatten zu dieser Zeit bereits Erfahrungen im Karosseriebau: Der gebürtige Rumäne Lonschein (1886–1977) hatte ab 1903 bei dem renommierten Kutschen- und Karosseriehersteller Brewster gearbeitet und jahrelang unter anderem an Aufbauten für Chassis von Rolls-Royce mitgewirkt. Veghso (1874–1964) war bis 1920 Inhaber der Perfect Body Company gewesen, die zeitweise Karosserien für Singer gefertigt hatte. Mit der Wahl des Namens stellten die Unternehmensgründer einen Bezug zu Rolls-Royce her.

### Rollston und Packard
Rollston war zunächst ein Reparaturbetrieb für Kraftfahrzeuge, wechselte aber bereits im ersten Jahr zum Karosseriebau. Von Beginn an fertigte das Unternehmen auf Kundenwunsch individuelle Aufbauten, die zunächst Veghso entwarf, bevor 1927 Rudy Creteur (1904–1978) die Rolle des Designers übernahm. In den 1920er-Jahren wurden vor allem Packard-Chassis eingekleidet. Rollstons Spezialität waren sogenannte Town Cars, also Fahrzeuge mit offenem Chauffeurabteil und geschlossenem Fahrgastbereich. Stilistisch galten Rollstons Entwürfe als sehr konservativ, in handwerklicher Hinsicht waren sie nach Auffassung von Beobachtern außergewöhnlich aufwendig und hochwertig konstruiert. Die von Rollston karossierten Packards waren in den 1920er-Jahren regelmäßig 2000 bis 2500 US-$ teurer als vergleichbare Modelle mit LeBaron-Karosserien. Die späten 1920er-Jahre war die erfolgreichste Ära für Rollston: In dieser Zeit entstanden jährlich mehr als 50 Karosserien. Neben Packard, nach wie vor wichtigster Kunde Rollstons, entstanden auch einzelne Aufbauten für Chassis von Bugatti, Buick, Cadillac, Chrysler, Cord, Hispano-Suiza, Lancia, Lincoln, Mercedes-Benz, Minerva, Peerless, Pierce-Arrow, Rolls-Royce und Stutz.

### Rollston und Duesenberg

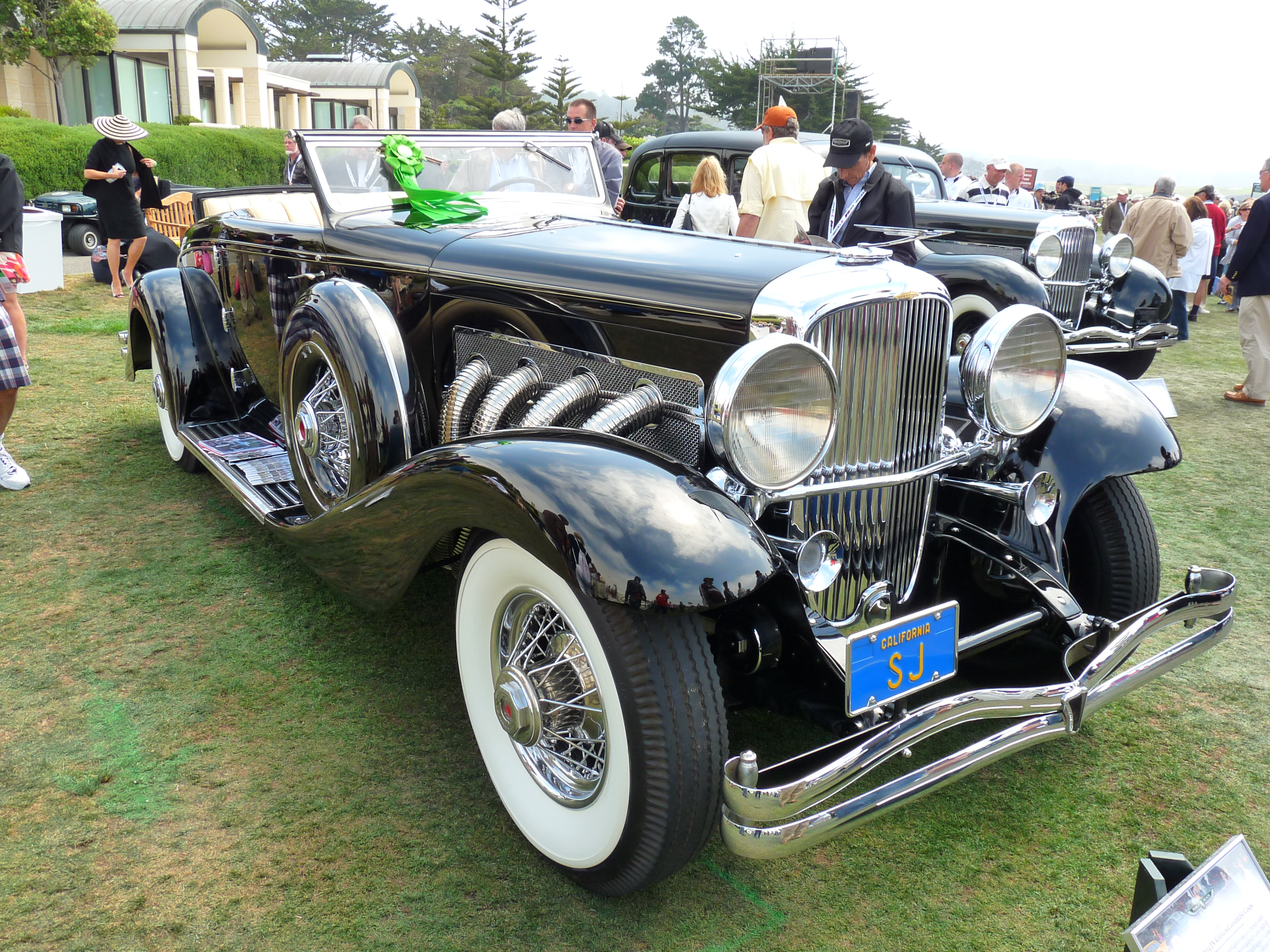
Rollston Convertible auf dem Chassis des Duesenberg Model JN

1931 übernahm Rollston das Material und einen Großteil des Personals des bisherigen, nunmehr insolventen Konkurrenten Holbrook. Auf diesem Weg kam Rollston in Kontakt zu Duesenberg, dessen Chassis zuvor vielfach von Holbrook eingekleidet worden waren. In den 1930er-Jahren fertigte Rollston insgesamt 57 Aufbauten für den Duesenberg Model J und JN. Rollstons bekannteste Kreation für Duesenberg war der auf einem Model-J-Chassis basierende Arlington Torpedo Sedan, der auch als Twenty Grand bezeichnet wurde. Das von Gordon Buehrig entworfene Fahrzeug galt als das schönste Auto seiner Zeit. Es wurde 1933 für 20.000 US-$ verkauft. 2015 erzielte der – inzwischen aufwändig restaurierte – Twenty Grand bei einer Auktion in den USA einen Preis von fast 1,6 Mio US-$.
Zu den Käufern der Rollston-Duesenbergs gehörten Film- und Showstars wie Gary Cooper und Bill Robinson.

### Niedergang in den 1930ern
Infolge der Weltwirtschaftskrise ließ die Nachfrage nach hochpreisigen Fahrzeugen ab 1931 deutlich nach. Der jährliche Ausstoß Rollstons ging in den folgenden Jahren um zwei Drittel zurück: Von Mai 1931 bis 1938 entstanden insgesamt nur noch 142 Fahrzeuge. Um sie abzusetzen, musste Rollston die Preise deutlich reduzieren. Ein fertiges Fahrzeug, das 1931 für 4600 US-$ an den Großhändler abgegeben wurde, kostete zwei Jahre später bei gleicher Ausstattung nur noch 2700 US-$.
1938 wurde Rollston zahlungsunfähig. Das Unternehmen wurde aufgelöst. Das bisherige Management gründete unter der Leitung Lonscheins und des Designers Creteur einen Nachfolgebetrieb, der als Rollson (ohne  „t“) firmierte. Rollson ist nach wie vor als metallverarbeitender Betrieb auf Long Island aktiv, hat aber keine Beziehung mehr zur Automobilindustrie.